# Poudenas
Poudenas é uma comuna francesa na região administrativa da Nova Aquitânia, no departamento Lot-et-Garonne. Estende-se por uma área de 17,13 km². Em 2010 a comuna tinha 246 habitantes (densidade: 14,4 hab./km²).